# 石嘴山南站
石嘴山南站（原站名为青草圈站、石嘴山站），位于中华人民共和国宁夏回族自治区石嘴山市平罗县，是包兰铁路上的火车站，建于1989年，2013年12月28日办理客运业务，由兰州铁路局银川车务段管辖。2024年5月30日起，石嘴山站正式更名为石嘴山南站。

## 車站周邊
- 明德小学
- 平罗太沙工业园

## 歷史
- 建于1989年。

## 外部連結
- 中国铁路客户服务中心 （页面存档备份，存于）